# Нове Ґералти
Нове Ґералти (пол. Nowe Gierałty) — село в Польщі, у гміні Шепетово Високомазовецького повіту Підляського воєводства.
Населення — 97 осіб (2011).
У 1975-1998 роках село належало до Ломжинського воєводства.

## Демографія
Демографічна структура станом на 31 березня 2011 року:
|          | Загалом | Допрацездатний вік | Працездатний вік | Постпрацездатний вік |
| -------- | ------- | ------------------ | ---------------- | -------------------- |
| Чоловіки | 55      | 18                 | 33               | 4                    |
| Жінки    | 42      | 7                  | 22               | 13                   |
| Разом    | 97      | 25                 | 55               | 17                   |